# Колледж Вильгельма и Марии
Колледж Вильгельма и Марии (англ. The College of William & Mary, лат. Collegii Gulielmi et Mariae in Virginia) — государственный исследовательский университет в городе Уильямсберге (Виргиния, США).

## История
Колледж был учреждён в 1693 году королевской хартией Вильгельма и Марии и является вторым по времени основания высшим учебным заведением США после Гарвардского университета.
В колледже учились американские президенты Томас Джефферсон, Джеймс Монро и Джон Тайлер, а также такие известные американские деятели, как главный судья Верховного суда США Джон Маршалл, спикер Палаты представителей США Генри Клей и 16 американских государственных деятелей, подписавших Декларацию независимости.
В 1779 году в колледже были открыты кафедры права и медицины, что сделало его одним из первых университетов США.
В рейтинге лучших американских государственных вузов по версии журнала Forbes за 2009 год занял 4-е место. В рейтинге U.S. News & World Report за 2012 год занял 33-е место среди вузов США.

## Известные выпускники
См.:Категория:Выпускники Колледжа Вильгельма и Марии